# Джим с Пиккадилли
«Джим с Пикадилли» (англ. Piccadilly Jim) — роман П. Г. Вудхауса, опубликованный в США 24 февраля 1917 года издательством Dodd, Mean and Co. (Нью-Йорк). В Великобритании книга была издана в мае 1918 года (Herbert Jenkins, Лондон). В июне-ноябре 1916 года роман печатался с продолжением в газете «Saturday Evening Post».
Поскольку часть сюжета романа связана с очередным планом похищения Огдена Форда, «Джим с Пикадилли» в какой-то степени может считаться продолжением романа «Золотце ты наше».
Роман «Piccadilly Jim» экранизировался трижды: в 1920, 1936 и 2004 годах. В киноверсии 1936 года главную роль исполнил Роберт Монтгомери, в версии 2004 года (реж. Джон Маккей, сценарий Джулиана Феллоуса) — Сэм Рокуэлл.
В России перевод романа выходил в 1999 году («Остожье», Москва) и 2002 году («ТЕРРА-Книжный клуб», Москва) в переводе И. Митрофановой.

## Персонажи
- Мистер Питер Петт — финансист-подкаблучник, который обожает бейсбол.
- Миссис Неста Форд Петт — жена мистера Петта, по совместительству — автор детективных романов.
- Вилли Партридж — племянник миссис Петт, сын знаменитого изобретателя, чья «взрывчатка» в конечном итоге не взрывается.
- Огден Форд — 14-летний толстяк, крайне неприятный сын Несты, над которым постоянно висит угроза похищения.
- Энн Честер — рыжеволосая племянница мистера Петта.
- Джерри Митчелл — частный тренер-боксёр, с которым занимается мистер Петт.
- Миссис Евгения Крокер — сестра Несты, вдова миллионера Дж. Дж. Бранта, которая живёт в Лондоне с мужем и мечтает сделать последнего пэром.
- Бингли Крокер — 50-летний американец, бывший актёр, пять лет назад женившийся на Евгении. Мечтает вернуться на родину.
- Джимми (Джеймс Брейтуэйт) Крокер — главный герой, 26-летний сын Бингли Крокера и пасынок Евгении. Бывший журналист «Chronicle».
- Лорд Уисбич — первоначально — персонаж, с которым подрался Джим: за него выдает себя Джентльмен Джек, который является в дом Несты, чтобы похитить взрывчатку.
- Хаммонд Честер — отец Энн, кузен мистера Петта.
- Бэйлисс — дворецкий миссис Крокер, за сына которого выдает себя Джимми, знакомясь с Энн.
- Скиннер — «второе я» Бингли Крокера, когда он сбегает от жены в Америку и поступает дворецким в дом Несты.
- Мисс Тримбл — женщина-детектив устрашающего вида, которая ненавидит мужчин и капиталистов[1].

## Сюжет

### Глава I
Преуспевающий финансист Питер Петт не может найти себе места в собственном доме: он оккупирован представителями ненавистной ему творческой богемы, а в его собственном кабинете располагается зловредный пасынок (уже известный читателю по роману «Золотце ты наше») Огден Форд. В доме заправляет Неста Петт (в недавнем прошлом — Форд), под каблуком которой и пребывает Питер. Единственная отдушина для финансиста — общение с очаровательной рыжеволосой племянницей Энн Честер. Именно она предлагает дяде план похищения Огдена — с тем, чтобы направить того в «собачий интернат» и там перевоспитать, заняв физической подготовкой. Практическая сторона похищения возлагается на проживающего в доме боксера-инструктора Джерри Митчелла.
Тем временем в газете появляется очередное сообщение о лондонских проделках Джимми Крокера (известного также как Джим с Пикадилли), племянника Несты Форд-Петт. Дама, к ужасу своему замечая разделе скандальной хроники и свою собственную фотографию, решает: она должна немедленно отправиться с семьёй в Лондон, вывезти оттуда Крокера, заставить поступить на работу и начать новую жизнь. С ней отправляются мистер Петт с Огденом и Энн. Последняя ненавидит Джимми за то, что тот пять лет тому назад, будучи репортёром (той самой газеты, которая теперь пишет о его похождениях) беспощадно высмеял первый сборник стихотворений, ею опубликованный.

### Главы II—III
В Лондоне американец мистер Крокер, в прошлом талантливый актёр, а ныне — новый муж миссис Евгении Форд (сестры Несты) тоскует по родине, особенно по бейсболу. Жена усугубляет его страдания: намереваясь сделать его членом палаты Лордов, она воспитывает в нём аристократические манеры. Будучи не в силах избавиться от «плебейской» привычки самостоятельно открывать дверь гостям, он и встречает на пороге миссис Петт, прибывшую в Лондон с семейством. Гости принимают хозяина за дворецкого, и мистер Крокер охотно берёт на себя эту роль. Распознавая в мистере Петте американца, он завязывает с ним беседу о бейсболе.
Между сёстрами происходит комично-напыщенный диалог, в ходе которого Неста узнает, что Джимми Крокер вовсе не позорит семью; напротив, вращается здесь в самом аристократическом обществе и водит знакомство, в частности, с юным аристократом лордом Перси Уипплом. Это последнее обстоятельство крайне важно для миссис Петт, точнее — для её планов поместить мужа в палату Лордов. Не пообщавшись с самим Джимми (который в это время отсыпается наверху), посрамлённая миссис Петт отправляется восвояси.

### Главы IV—VII
Джимми Крокер просыпается в ужасном состоянии. Из газетной статьи (которую зачитывает ему дворецкий Бэйлисс) он узнает, что накануне ночью устроил потасовку в ресторане и побил лорда Перси Уиппла. Узнав случайно от отца, что как раз с Уиппи ему и следовало бы дружить (согласно планам мачехи), он испытывает приступ искреннего раскаяния и осознает, что единственный шанс для него с честью выйти из ситуации — отправиться в Америку и там начать новую жизнь.
…На улице Джимми Кроке видит очаровательную рыжеволосую девушку; более того — тут же спасает её почти из-под колёс выехавшего из-за поворота такси. Некоторое время спустя он замечает свою новую знакомую в ресторане с родственниками и из подслушанного разговора к своему изумлению узнаёт, что та по каким-то причинам всей душой ненавидит его, Джимми Крокера.
Семейство Петтов отбывает на пароходе в Нью-Йорк, и Джимми тоже покупает билет. На причале он вновь встречается с Энн Честер. Поскольку тут же находится прибывший с вещами дворецкий Бэйлисс, Джимми в спешке выдаёт себя за сына последнего. У Энн возникает представление, что её новый знакомый — бедный юноша, которого отец на последние деньги направляет в Америку на поиск лучшей доли. Отдав дворецкому записку для отца, Джимми поднимается на борт.
На борту он время от времени беседует с Энн, постепенно в неё влюбляется и в этом ей почти признаётся. Энн симпатизирует своему новому знакомому, узнавая в нём родственную авантюристическую душу, но крайне скептически отзывается о любви как таковой. Романтическое начало в ней безнадёжно убито Крокером-рецензентом…

### Главы VIII—XI
В Нью-Йорке Джимми узнает, что путь обратно в «Кроникл» для него закрыт: там его давно уже воспринимают не как бывшего коллегу, но как персонажа скандальной хроники. Он случайно встречается с Энн в ресторане и обсуждает с ней будущее. Один из английских знакомых бросается к Джиму с приветствиями, но тот делает вид, что не узнает приятеля, сохраняя верность своему альтер эго. Джим объясняет Энн, что, по-видимому, очень похож на того самого Крокера. Происходит встреча Джима со старым знакомым Джерри Митчеллом: последний приглашает его к себе на квартиру.
…На приёме у миссис Петт собираются поэты, художники и изобретатели: в числе последних — Вилли Партридж, наследник известного мастера по взрывчатке, утверждающий, что с успехом продолжает дело отца. Один из новых гостей называется себя лордом Уисбичем: он претендует на благосклонность Энн Честер, и та уже готова ответить согласием на его предложение. Лорд Уисбич предупреждает миссис Петт о том, что в доме могут находиться шпионы, чья цель — выкрасть изобретение Патриджа, и указывает на Скиннера, совсем недавно поступившего в дом на должность дворецкого. Миссис Петт рассказывает ему, что повстречала того в доме своей сестры Евгении… Читатель начинает догадываться, что Скиннер — не кто иной, как Крокер-старший, сбежавший из Лондона.
…Огден донимает Джерри Митчелла и получает от него тумаков. Последнего выставляют из дома. План по похищению Огдена с помощью боксера-инструктора трещит по всем швам. Энн является к Митчеллу на квартиру, застает там Джимми и узнаёт, что тот посвящён в её планы. Джимми предлагает взять на себя роль похитителя, а в дом проникнуть… под видом себя самого, выдав себя за реального Джимми Крокера, на которого он так удивительно похож.

### Главы XII—XV
Джимми прибывает в офис финансиста Петта под видом «настоящего Джимми Крокера». И работа у дяди Питера, и сам дядя приходятся ему по душе. Визит к тёте Несте, однако, осложняются непредвиденными обстоятельствами. Члены семьи начинают припоминать, что видели Джимми на том же пароходе, на котором прибыли сами. Под видом дворецкого Скиннера перед Джимми предстаёт его собственный отец. Наконец, ему представляют гостя, который называет себя «лордом Уисбичем» (тем самым, которого в Лондоне поколотил Джим), но явно таковым не является. Чтобы не разоблачить себя самого, Джимми вынужден воздержаться и от разоблачения лже-лорда. Между ними происходит откровенный разговор, в ходе которого обе стороны договариваются пока не мешать друг другу…

### Главы XVI—XVII
Псевдолорд Уисбич не теряет времени даром: он направляется к миссис Петт и убеждает её в том, что новоприбывший гость, выдающий себя за Джимми Крокера — шпион, цель которого состоит в том, чтобы завладеть взрывчаткой (под названием «партриджит») а заодно и похитить Огдена. Миссис Петт, преисполнившись благодарности, приглашает псевдолорда переехать к ней в дом и начать слежку за Джимми и Скиннером, который, как ей теперь ясно, сообщник злодея. При этом миссис Петт еще и вызывает частного детектива, мисс Тримбл, устрашающего вида даму, которая ненавидит — капиталистов и мужчин одновременно. Она поступает на работу в дом под видом служанки, начинает подозревать всех сразу а увидев Скиннера, опознаёт в нём гражданина, который находится в розыске в Англии… Когда к миссис Петт является Джим с просьбой восстановить Джерри Митчелла в правах, он встречает более чем холодный прием. Миссис Петт «догадывается», что и Джерри — один из сообщников.

### Глава XVIII
В библиотеке дома Джим рассматривает книги и натыкается на томик стихов Энн Честер, им когда-то отрецензированный. Он понимает причину ненависти к нему Энн, но не может заставить себя раскаяться: стихи действительно безнадежно плохи. Заходит Энн и узнает, что тётя не согласилась вернуть Джерри Митчелла в дом. Внезапно появляется подслушивавший Огден Форд: он рассказывает парочке о том, что подслушал разговор матери с «лордом Уисбичем». Огден не против похищения, но с одним условием: чтобы ему выплатили часть выкупа…
Джимми делает предложение Энн, но узнаёт, что та уже дала согласие лорду Уисбичу. Джимми направляется к последнему, представляет убедительное доказательство того, что он — Джимми Крокер (демонстрируя этикетку портного на подкладке плаща) и требует, чтобы тот убирался из дома. Джентльмен-Джек просит ему дать отсрочку на сутки.

### Главы XIX—XXV
У Джимми наконец возникает возможность поговорить с отцом. Он использует её, чтобы попросить отца об услуге: тот должен похитить Огдена! Мистер Крокер, бывший актер, увлекается идеей: загримировавшись, является к Огдену, убеждает его в том, что он — представитель «дружественной» ему банды (которая уже похищала его в романе «Золотце ты наше»); оба направляются к ожидающей их машине.
…Джимми заходит в библиотеку и видит, что «лорд Уисбич» орудует над сейфом. Преступник принимается звать на помощь: являются мисс Тримбл с задержанными Огденом и мистером Петтом, а за нею и всё разбуженное семейство. Злоумышленник заявляет, что Джим пытался взломать сейф и украсть взрывчатку Партриджа. Энн в растерянности, миссис Петт торжествует. Лорд Уисбич пытается улизнуть, но тут Джимми требует обыскать «лорда», понимая, что у того должна быть пробирка. «Лорд» бросается к окну, угрожая всех взорвать, из соседней комнаты вырывается собачка, «лорд» в испуге роняет пробирку на пол… но взрыва не происходит… «Партриджит» не срабатывает.
Мисс Тримбл, смирившись с бегством преступника, звонит в офис: там уже находится дама, разыскивавшая Скиннера в Англии. Является Евгения Крокер, и участники драмы сбрасывают маски. Некогда безропотный мистер Петт обретает голос. Он во всеуслышание заявляет, что сам просил об организации похищения Огдена. Мисс Тримбл удаляется в гневе. Бингли Крокер объясняет Евгении, почему сбежал от неё, и после недолгого сопротивления соглашается вернуться в Лондон после того, как Джимми обещает ему телеграммами сообщать все результаты бейсбольных матчей.

### Глава XXVI
Энн некоторое время пытается убедить себя в том, что всё ещё ненавидит Джимми Крокера. Её сопротивление оказывает недолгим.